# Jurinea glycacantha
Jurinea glycacantha là một loài thực vật có hoa trong họ Cúc. Loài này được (Sm.) DC. mô tả khoa học đầu tiên năm 1838.